# Hans Schjellerup
Hans Carl Frederik Christian Schjellerup, född 8 februari 1827 i Odense, död 13 november 1887 i Köpenhamn, var en dansk astronom och orientalist.
Schellerup genomgick Den polytekniske læreanstalt och blev 1851 observator vid observatoriet i Köpenhamn. Från 1854 var han tillika lärare i matematik vid sjöofficerskolan och från 1851 i teckning vid den polytekniske læreanstalt. Han kallades 1875 till professor i astronomi och direktor för nämnda observatorium, men avböjde.
Under hans första tid som astronom fanns observatoriet på Rundetårns tak, vilket gav ringa anledning att utföra observationer. Schjellerup ägnade sig därför främst åt räknearbete och utgav Tycho Brahe's Originalobservationer benyttede til Banebestemmelse af Kometen 1580 (1856). Men efter att observatoriet flyttats påbörjade Schellerup omfattande observationer angående meridiancirkeln: Stjernefortegnelse indeholdende 10 000 Positioner af teleskopiske Fiksstjerner mellem - 15° og + 15° Deklination (1864). Han började därefter studera österländska språk och utgav, på grundval av två manuskript påträffade i Sankt Petersburg och Köpenhamn, Al-Sufi's uranometri: Description des Étoiles Fixes, composées au milieu du dixième siècle de notre ère par l’Astronome Persan Abd-al-Rahman al-Sûfi (1874).
År 1870 utarbetade han ett kinesiskt handlexikon för Det Store Nordiske Telegraf-Selskab avsett för telegrafister i Kina, vilket utgjorde grunden för den kinesiska telegrafkoden för flera decennier framåt. År 1873 blev Schjellerup medlem av Videnskabernes Selskab i Köpenhamn och 1879 av Royal Astronomical Society i London.
Vid sidan härav kan nämnas hans Recherches sur l'Astronomie des Anciens i tidskriften "Copernicus" (1881). Hans Catalog der rothen isolirten Sterne (1866, Leipzig 1874) gav Angelo Secchi material till sin fjärde spektraltyp. Schjellerup utgav vidare Genäherte Oerter (für 1855) der Fixsterne, von welchen Beobachtungen in Bd 1-66 der Astronomischen Nachrichten enthalten sind (Leipzig 1867). Han författade Populær Astronomi (1855), redigerade almanackorna för åren 1858-88, grundade 1859 tillsammans med Camillo Tychsen "Mathematisk Tidsskrift" och deltog 1865 tillsammans med Carl Fredrik Fearnley och Georg Lindhagen i longitudbestämningen Kristiania-Stockholm-Köpenhamn. Vid sin död efterlämnade han förarbeten till ett persiskt och kinesiskt lexikon.